# Бејзбол на Летњим олимпијским играма
Бејзбол на Летњим олимпијским играма се први пут појавио на Летњим олимпијским играма 1912. у Стокхолму, као демонстрациони спорт. Тек 80 година касније у Барселони 1992, он постаје олимпијски спорт.
Између 1992. и 2008, на пет турнира у бејзболу укупно је учествовало 16 националних репрезентација. Међу њима, само Куба и Јапан су играле на свим турнирима.

## Историја
Прво појављивање бејзбола на Олимпијским играма било је 15. јула 1912. у Стокхолму када су представници САД и Шведске одиграли демонтрациони меч. Играло се у 6 циклуса (Inning), а победила је екима САД резултатом 13:3. На Олимпијским играма у Барселони, 1992. године, бејзбол је званично уврштен у олимпијски програм. Идеја је била да сви такмичари буду аматерски играчи, што је промењено 2000. године, када је дозвољено професионалцима да наступају за своје селекције. Софтбол је званично уврштен у програм Олимпијских игара 1996. године у Атланти. Међународни олимпијски комитет одлучио је да уклони бејзбол и софтбол са програма Олимпијских игара 2012. у Лондону и 2016. године у Рију. На седници Међународног олимпијског комитета 3. августа 2016. године, одлучено је да ће се бејзбол и софтбол наћи на програму Олимпијских игара у Токију 2020. године.

## Систем такмичења на Олимпијским играма
Олимпијски турнир у бејзболу чини 8 репрезентација. Свако игра са сваким по једном након чега четири најбоље пласиране селекције настављају такмичење и иду у полуфинале. Првопласирани игра против четвртопласираног док другопласирани игра са трећепласираним. Победници тих дуела иду у финале и боре се за златну медаљу, док губитници играју утакмицу за треће место, које доноси бронзану медаљу. Исти формат примењује се и у софтболу. Од осам учесника, један је домаћин, четири су се квалификовала на основу пласмана на последњем Светском првенству, док преостала три долазе кроз регионалне квалификационе турнире.

## Занимљивости
На Олимпијским играма у бејзболу учествовало је укупно 18 различитих репрезентација, а Јапан је једина селекција која је учествовала на свих шест турнира. Куба је најуспешнија држава са чак три златне и две сребрне медаље. Јапан, Јужна Кореја и Сједињене Америчке Државе су преостале селекције које су освојиле злато. На Олимпијском турниру у софтболу учествовало је укупно 14 различитих репрезентација, а најуспешнијa je САД са три златне и две сребрне медаље. Лоптица за бејзбол тешка је 142 грама. Палица се прави од јасеновог дрвета, тешка је око 850 грама и дугачка око 86 центиметара.

## Освајачи олимпијских медаља
| Олимпијске игре | Злато            | Сребро           | Бронза           |
| --------------- | ---------------- | ---------------- | ---------------- |
| Барселона 1992. | Куба             | Кинески Тајпеј   | Јапан            |
| Атланта 1996.   | Куба             | Јапан            | Сједињене Државе |
| Сиднеј 2000.    | Сједињене Државе | Куба             | Јужна Кореја     |
| Атина 2004.     | Куба             | Аустралија       | Јапан            |
| Пекинг 2008.    | Јужна Кореја     | Куба             | Сједињене Државе |
| Токио 2020.     | Јапан            | Сједињене Државе | Доминикана       |

## Биланс медаља
| Плас.      | Држава                 | Злато | Сребро | Бронза | Укупно |
| 1          | Куба                   | 3     | 2      | 0      | 5      |
| 2          | Јапан                  | 1     | 1      | 2      | 4      |
| 3          | Сједињене Државе       | 1     | 1      | 2      | 4      |
| 4          | Јужна Кореја           | 1     | 0      | 1      | 2      |
| 5          | Аустралија             | 0     | 1      | 0      | 1      |
| 5          | Кинески Тајпеј         | 0     | 1      | 0      | 1      |
| 7          | Доминиканска Република | 0     | 0      | 1      | 1      |
| Укупно (7) | Укупно (7)             | 6     | 6      | 6      | 18     |

## Учешће на олимпијским играма
| Држава                 | 92 | 96 | 00 | 04 | 08 | 20 | Укупно |
| ---------------------- | -- | -- | -- | -- | -- | -- | ------ |
| Аустралија             |    | 7  | 6  | 2  |    |    | 3      |
| Канада                 |    |    |    | 4  | 6  |    | 2      |
| Кина                   |    |    |    |    | 8  |    | 1      |
| Кинески Тајпеј         | 2  |    |    | 5  | 5  |    | 3      |
| Куба                   | 1  | 1  | 2  | 1  | 2  |    | 5      |
| Доминиканска Република | 6  |    |    |    |    | 3  | 2      |
| Гренланд               |    |    |    | 7  |    |    | 1      |
| Израел                 |    |    |    |    |    | 5  | 1      |
| Италија                | 7  | 6  | 7  | 8  |    |    | 4      |
| Јапан                  | 3  | 2  | 4  | 3  | 4  | 1  | 6      |
| Јужна Кореја           |    | 8  | 3  |    | 1  | 4  | 4      |
| Мексико                |    |    |    |    |    | 6  | 1      |
| Холандија              |    | 5  | 5  | 6  | 7  |    | 4      |
| Никарагва              |    | 4  |    |    |    |    | 1      |
| Порторико              | 5  |    |    |    |    |    | 1      |
| Јужна Африка           |    |    | 8  |    |    |    | 1      |
| Шпанија                | 8  |    |    |    |    |    | 1      |
| Сједињене Државе       | 4  | 3  | 1  |    | 3  | 2  | 5      |
| Број држава            | 8  | 8  | 8  | 8  | 8  | 6  | 18     |